# USS Arlington (LPD-24)
Pour les articles homonymes, voir USS Arlington.
L’ USS Arlington (LPD-24) est un Landing Ship Dock de classe San Antonio. Il est le troisième navire de l’United States Navy à porter le nom du comté d'Arlington, en Virginie, l’emplacement du Pentagone et le site du crash du vol American Airlines 77 lors des attentats du 11 septembre 2001. Comme ses navires jumeaux, les USS New York et Somerset, il est nommé en commémoration des attaques. De l’acier récupéré au Pentagone après les attentats est exposé à bord dans le musée du navire.

## Construction
La quille de l'USS Arlington a été posée le 26 mai 2008 au chantier naval Ingalls de Pascagoula (Mississippi) de Northrop Grumman. Les essais constructeur du navire ont commencé le 21 août 2012. Ils se sont achevés le 30 août 2012. Le navire a terminé le 2 novembre 2012 ses essais en mer d’acceptation par la Marine. L’US Navy a officiellement accepté le navire le 7 décembre 2012. L’USS Arlington est arrivé à son port d'attache, la base navale de Norfolk, en Virginie, le 22 mars 2013 en préparation de la mise en service. Officiellement, il a été mis en service le 8 février 2013, mais sa cérémonie de mise en service a eu lieu le 6 avril 2013 à la base navale de Norfolk. Initialement prévu comme le troisième navire de la classe San Antonio, fut en fait le huitième à être mis en service. Mme Joyce Rumsfeld, l’épouse de l’ancien secrétaire à la Défense des États-Unis Donald Rumsfeld, est la marraine du navire.

## Histoire opérationnelle

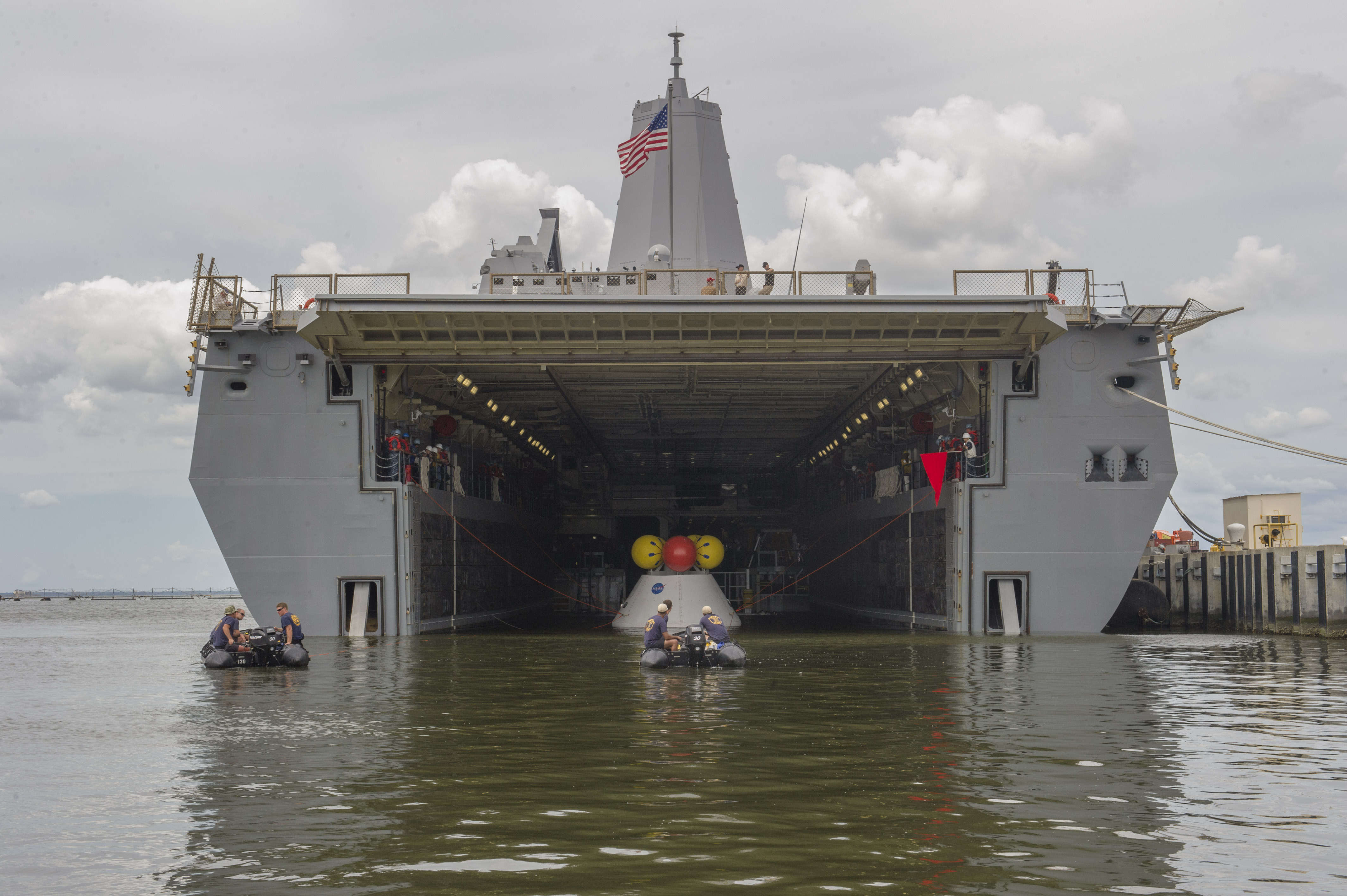
Le vaisseau spatial Orion dans le radier du USS Arlington.

En août 2013, l’USS Arlington a mené des essais avec le vaisseau spatial Orion de la NASA. En mai 2019, il a été déployé dans le golfe Persique en raison des préoccupations concernant les activités iraniennes. En avril 2022, l’USS Arlington a été déployé dans les eaux islandaises pour participer à l’exercice de l’OTAN Northern Viking 2022.